# Murray Beauclerk
Murray de Vere Beauclerk (ur. 19 stycznia 1939), brytyjski arystokrata, najstarszy syn Charlesa Beauclerka, 13. księcia St Albans i Nathalie Walker, córki Percivala Walkera. Jest w prostej linii potomkiem króla Anglii i Szkocji Karola II.
31 stycznia 1963 r. poślubił Rosemary Frances Scoones, córkę doktora Francisa Scoonesa. Murray i Rosemary mieli razem syna i córkę:
- Emma Caroline de Vere Beauclerk (ur. 22 lipca 1963)
- Charles Francis Topham de Vere Beauclerk (ur. 22 lutego 1965), hrabia Burford

Pierwsze małżeństwo Beauclerka zakończyło się rozwodem w 1974 r. Ponownie ożenił się 29 sierpnia tego samego roku, z Cynthią Therese Mary Howard, córką podpułkownika W.J.H. Howarda. Małżeństwo to nie doczekało się potomstwa i zakończyło się rozwodem w 2001 r.
Po raz trzeci na ślubnym kobiercu stanął 14 grudnia 2002 r. Jego obecną żoną jest Gillian Anita Northam.
Tytuł księcia St Albans odziedziczył po śmierci swojego ojca w 1988 r. Zasiadł też wtedy w Izbie Lordów. Zasiadał tam do reformy tej Izby dokonanej przez rząd Tony'ego Blaira w 1999 r.